# Mola de la Cabra
La Mola de la Cabra és una muntanya de 796 metres que es troba al municipi del Mas de Barberans, a la comarca catalana del Montsià.